# Celmerostwo
Celmerostwo – osada w Polsce położona w województwie pomorskim, w powiecie starogardzkim, w gminie Skarszewy.
Miejscowość wchodzi w skład sołectwa Szczodrowo.
W latach 1975–1998 miejscowość położona była w województwie gdańskim.